# Людвіг (серіал)
«Людвіг» (англ. Ludwig) — шестисерійний детективно — драматичний телевізійний серіал BBC, створений Марком Бразерхудом, з Девідом Мітчеллом та Анною Максвелл Мартін у головних ролях. Прем'єра відбулася на BBC One та BBC iPlayer у 2024 році.

## Сюжет
Сюжет розгортається навколо Джона Тейлора, інтроверта та самітника, який живе тихим життям, створюючи головоломки під псевдонімом «Людвіг». Він не користується сучасними технологіями, як-от мобільний телефон чи комп'ютер, і рідко виходить за межі свого будинку.
Життя Джона кардинально змінюється, коли його невістка, Люсі Беттс-Тейлор (Анна Максвелл Мартін), повідомляє, що його брат-близнюк Джеймс Тейлор, головний інспектор в поліції Кембриджа Джеймс Тейлор, зник безвісти. Люсі переконує Джона взяти на себе особу брата, щоб розкрити таємницю його зникнення. Джеймс залишив загадкову записку, в якій натякає на причетність своїх колег до темних справ, що додає інтриги.
Джон, попри свою соціальну незграбність і відсутність досвіду в поліцейській роботі, видає себе за Джеймса, детектива-інспектора, і потрапляє до команди з розслідування тяжких злочинів у Кембриджі. Паралельно з пошуками брата він змушений розв'язувати реальні кримінальні справи, використовуючи свої навички створення головоломок. Кожен епізод серіалу (всього їх шість у першому сезоні) представляє нову справу, яку Джон розкриває завдяки своєму аналітичному розуму, хоча часто це супроводжується комічними ситуаціями через його незнання поліцейських процедур.

## Акторський склад
- Девід Мітчелл — Джон Тейлор «Людвіг» / інспектор Джеймс Тейлор
  - Якуб Беднарчик — молодий Джон/молодий Джеймс
- Анна Максвелл Мартін — Люсі Беттс-Тейлор
- Діпо Ола — інспектор Рассел Картер
- Ізука Хойл — сержант Еліс Фінч
- Джерран Гауелл — інспектор Саймон Еванс
- Дороті Аткінсон — Керол Шоу
- Ділан Г'юз — Генрі Беттс-Тейлор
- Софі Віллан — Голлі Піндер
- Ральф Айнесон — головний констебль Зіглер

### Епзіодичний склад
- Карл Пілкінгтон — інспектор Метт Невілл
- Фелісіті Кендал — леді Камілла Брайс
- Хаммед Анімашон — Росс Барклай
- Елла Брукколері — Меган Роуленд
- Пол Чахіді — Адріан Тейт
- Аллан Мустафа — Гері Дженнінгс
- Сем Свейнсбері — містер Бішоп
- Роуз Ейлінг-Елліс — леді Фрея Кордвелл
- Дерек Джейкобі — містер Тодд

## Епізоди
| № серії | Назва серії | Режисер(и)      | Сценарист(и)   | Оригінальна дата показу |
| --- | ----------- | --------------- | -------------- | ----------------------- |
| 1 | «Епізод 1»  | Роббі Маккіллоп | Марк Бразерхуд | 25 вересня 2024         |
| Життя самітника Джона Тейлора «Людвига», творця головоломок, перевертається з ніг на голову, коли його брат-близнюк, головний інспектор поліції Джеймс Тейлор, зникає безвісти. На прохання своєї невістки Люсі Джон неохоче бере на себе особу брата, щоб стати детективом у поліцейському управлінні Кембриджа та знайти зачіпки щодо місцезнаходження Джеймса. Люсі розповідає, що останніми місяцями Джеймс змінився. Вона також показує Джону лист, який Джеймс надіслав їй разом із певними інструкціями. Джон дізнається, що на роботі у Джеймса відбулися зміни, і в нього з’явився новий напарник — інспектор Картер. Люсі благає Джона проникнути до команди з розслідування тяжких злочинів, щоб зібрати інформацію та розкрити абсолютно не пов’язане вбивство адвоката Алана Гауеллса, при цьому залишаючись у ролі свого брата. Це складне завдання для будь-кого, а тим більше для генія-головоломника, який рідко виходить із дому. Сержант Фінч вважає, що вбивці можуть бути пов’язані з організованою злочинністю. Будівля, де сталося вбивство, належить двом іншим компаніям. Джону важко змиритися з поставленим завданням. Зрештою, він використовує логіку, щоб звинуватити Сару Гілмарш у вбивстві, і вона зізнається, що вбила Гауеллса після того, як він припинив їхній шестирічний роман. Повернувшись до офісу, Джон знаходить записник Джеймса, який містить шифр, що потребує розгадки. Джон вирішує продовжити розслідування. Син Джеймса, Генрі, знаходить лист Джеймса |             |                 |                |                         |
| 2 | «Епізод 2»  | Роббі Маккіллоп | Марк Бразерхуд | 2 жовтня 2024           |
| Джон Тейлор, видаючи себе за брата-детектива Джеймса, залучається до розслідування зникнення чоловіка під час семінару з командоутворення в розкішному маєтку. Джон застосовує свої логічні здібності, щоб розплутати справу, виявляючи, що зникнення пов’язане з фінансовими махінаціями учасника семінару, Річарда Еванса. Люсі, дружина Джеймса, нагадує Джону, що його головне завдання — знайти брата. |             |                 |                |                         |
| 3 | «Епізод 3»  | Роббі Маккіллоп | Марк Бразерхуд | 9 жовтня 2024           |
| Джон Тейлор, який видає себе за свого загиблого брата-детектива, опиняється в епіцентрі нового злочину — під час туристичної екскурсії Кембриджем загадково гине молода американка Меган Роулендс. Дівчина була гідом, але останню екскурсію проводив інший екскурсовод, бо вона нібито зникла — аж поки її не знаходять мертвою в старовинній церкві, останньому пункті маршруту. Джон разом із інспектором Картером береться за розслідування: усі учасники туру стають підозрюваними — пара, що святкує ювілей, загадковий молодий охоронець, французька сім’я на подорожі самопізнанням і два студенти з острову Мен, які виявляються знайомими загиблої. Тим часом поліція починає інше розслідування: зник син впливового бізнесмена Джордан Хелшоу. Його тіло знаходять у річці, а в наметовому таборі — наркотики та сліди вечірки. Джон встановлює, що обидві справи пов’язані: виявляється, охоронцем на об’єкті поблизу місця смерті Джордана працював саме Едріан Тейт — учасник туристичної групи. Його поведінка здається дедалі підозрілішою, поки він не зізнається: Джордан випадково загинув у сутичці, а Едріан вирішив приховати тіло. Меган під час екскурсії могла його викрити, зробивши фото на телефон — тому він приєднався до групи, намагаючись непомітно викрасти знімки. У церкві, в паніці, він її вдарив, чим спричинив її смерть. Джон Тейлор доводить його провину логічними кроками — шляхом реконструкції маршруту і пошуку дрібних деталей, які могли б здаватися випадковими. Паралельно Люсі, яка продовжує розслідування смерті Сінклера, зіштовхується з власною виною: вона дізнається, що арештований у тій справі юнак покінчив життя самогубством у в’язниці. Все більше впадаючи в емоційний хаос, вона починає підозрювати, що щось у справі було сфальсифіковано. Наприкінці серії Джон помічає, що за ним стежать — із машини його фотографує невідома особа.                                                                                                  |             |                 |                |                         |
| 4 | «Епізод 4»  | Роббі Маккіллоп | Марк Бразерхуд | 16 жовтня 2024          |
| Джон Тейлор знову береться за складну справу, коли з четвертого поверху будівельного майданчика падає чоловік. На перший погляд — це нещасний випадок, але Джон, який продовжує видавати себе за свого зниклого брата Джеймса, швидко помічає дивні деталі, які викликають підозру щодо навмисного вбивства. На місці події він зауважує незвично встановлені заборонні знаки, вологу біля генератора та порожню пластикову бутиль без води в смітнику, яку хтось, ймовірно, викинув з верхнього поверху. Джон припускає, що убивця навмисно створив умови, при яких жертва отримала удар струмом, втративши рівновагу і впавши з висоти. У колі підозрюваних — п’ятеро будівельників, і хоча всі заперечують будь-яку причетність, він логічно встановлює злочинця. Один із них, Ґері, мав мотив — жертва видавала себе за його дівчину в інтернеті, використовуючи фальшивий профіль, і при зустрічі зганьбила його перед іншими. Дрібниці, які помітив Джон, дозволяють йому встановити послідовність дій злочинця: фальшиве знайомство, помста, враження струмом, падіння, знищення доказів — і вся схема збігається. Паралельно триває лінія Люсі, яка все глибше занурюється в особисте розслідування зникнення Джеймса. Вона сумнівається у правдивості офіційних версій і відчуває, що Джон щось приховує, хоча й не розуміє, наскільки далеко він зайшов у своєму обмані. У фіналі серії з’являється нова загроза — Джон отримує тривожний анонімний дзвінок, який натякає, що хтось стежить за ним і знає, ким він є насправді. |             |                 |                |                         |
| 5 | «Епізод 5»  | Роббі Маккіллоп | Марк Бразерхуд | 23 жовтня 2024          |
| Джон Тейлор та Картер розслідують загадкову смерть заступника директора престижної школи, якого знаходять мертвим у його офісі. На перший погляд — самогубство: двері зачинені зсередини, залишена записка, тіло біля столу. Але Джон, помітивши граматичні помилки в надрукованій записці (що не характерно для педанта-філолога), підозрює вбивство, замасковане під самогубство. Класична ситуація «зачиненого приміщення» змушує його проаналізувати кожну дрібницю. Підозра падає на вчителя фізкультури Бішопа, з яким у жертви був конфлікт. Джон виявляє, що Бішоп підробив сцену злочину, зімітувавши самогубство після сварки, пов'язаної з погрозами оприлюднення інформації про його неналежну поведінку щодо учнів. Тим часом Люсі, яка продовжує власне розслідування зникнення Джеймса, вирушає до Уельсу, де дізнається, що телефон Джеймса зламано, а його SIM-карткою користувалася... Холлі, а не Невілл, як вона підозрювала раніше. Це перевертає її уявлення про справу й посилює недовіру до всіх, хто наближався до її чоловіка. До того ж Люсі переконується, що за нею стежать, а це підтверджує, що вона рухається у вірному напрямку, але стає дедалі більш уразливою. В цьому епізоді Джон стикається зі своїм наставником, містером Тоддом, який нагадує йому про дитинство й про те, що навіть найбільш логічні загадки не завжди мають однозначне розв’язання. |             |                 |                |                         |
| 6 | «Епізод 6»  | Роббі Маккіллоп | Марк Бразерхуд | 30 жовтня 2024          |
| IT спеціалістка Холлі Піндер знайдена мертвою у своїй квартирі, а Люсі арештована як підозрювана — її знаходять біля тіла з ножем у руках, пізніше виявляється, що це її власний ніж. Джон Тейлор підсумовує, що Люсі прийшла, бо отримала від Холлі дивний дзвінок із проханням приїхати, а ніж узяла, мовляв, «для безпеки», але сама не вбивала. Джон опиняється під сильним тиском як від команди Картера, так і від самого себе — адже йому доводиться одночасно захищати Люсі та зберігати вигляд детектива, поки його думки стрімко рвуться до розгадки злочину. У розмові з Картером він нарешті зізнається, що не є Джеймсом, а Тейлором, а це призводить до моменту істини: його прикриття руйнується, і відбувається моральна кульмінація, коли він вирішує розкрити себе аби врятувати дружину брата. У процесі розслідування з’ясовується: Холлі не мала романтичних стосунків із Джеймсом — лише робила вигляд, що мала, щоб перевірити Джона як брата-двійника, і насправді збирала компромат на поліціянтів, продаючи інформацію блогеру Сінклеру, після чого потрапила під руку запеклому партнеру — Адаму, який убив її, бо та його «кинула» на гроші. Там же з’ясовуються темні корені справи Сінклера. Вона стала об’єктом приховування фактів, включаючи таємне втручання шеф‑констебля Зіглера, і Джеймс, і його колишній партнер Метт Невілл були відсторонені вже після того, як натрапили на змову. Люсі відпускають після того, як Джон розкриває вбивство Холлі, а сам підписує підроблену заяву про відставку Джеймса, аби зберегти свою «консультантську» позицію і легітимізувати продовження розслідувань. На тлі цих подій, Джон отримує доступ до сховища з доказами по справі Сінклера — ключовим поворотом наприкінці епізоду є прихована записка і шифр, що ведуть його до залишених Джеймсом доказів. Фінал епізоду показує, що Джеймс не загинув, а саме таємно стежить за ними — він переглядає, як Джон і Люсі відкривають сховок із доказами, залишаючись на відстані. |             |                 |                |                         |

## Фільмування

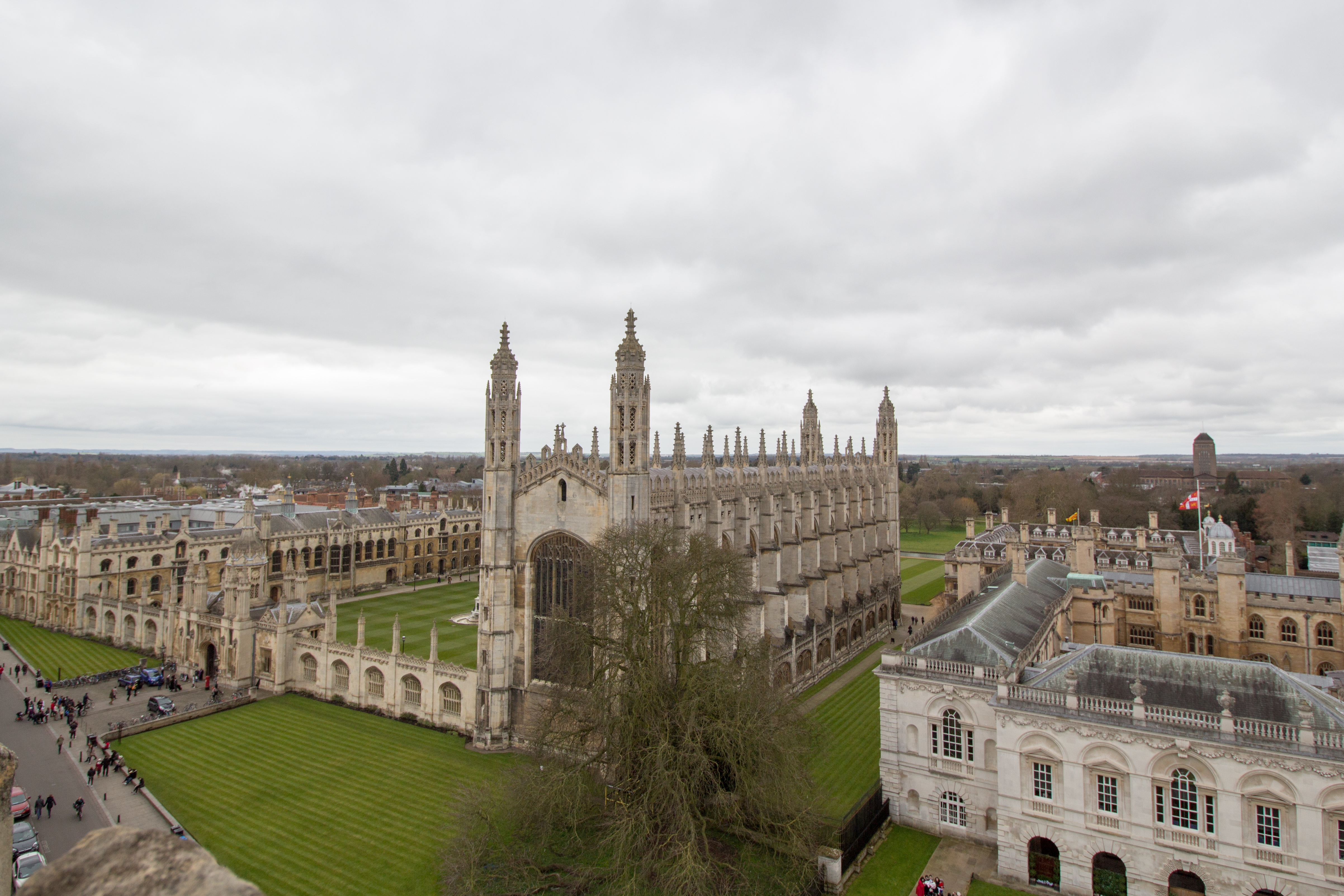
Зйомки проходили в англійському місті Кембридж та інших локаціях.

Виробництвом серіалу займалася компанія Big Talk спільно з компанією That Mitchell and Webb Look. Сценарій написав Марк Бразерхуд. Серед виконавчих продюсерів — Кентон Аллен, Кріс Сассман і Кетрін О'Коннор. Мітчелл також є виконавчим продюсером разом зі сценаристом Бразерхудом і Саурабхом Яккаром. Режисери — Роберт Маккіллоп і Джилл Робертсон.
У січні 2024 року до акторського складу приєдналася Анна Максвелл Мартін, а також Ідзука Гойл, Герран Хауелл, Діпо Ола, Дороті Аткінсон і Ділан Г'юз. Серед запрошених гостей у серіалі з'явилися Карл Пілкінгтон, Фелісіті Кендал, Хаммед Анімашун, Пол Чахіді, Дерек Джейкобі, Аллан Мустафа, Сем Свейнсбері і Роуз Ейлінг-Елліс.
Зйомки серіалу розпочалися в січні 2024 року і проходили в кількох локаціях: Річмонд-на-Темзі, Лондон та в Кембриджі, де відбувалася основна дія серіалу, зокрема сцени в поліцейському відділку та на вулицях міста.
Алан Коннор був залучений як консультант серіалу з питань головоломок. Він створив кросворди, які використовувалися як реквізит у серіалі. Він також працював з Джоном Хендерсоном («Енігматик») над створенням загадкового кросворду для Ґардіан в образі Людвіга.

## Трансляція
Серіал вперше був показаний у Великій Британії на BBC One та BBC iPlayer 25 вересня 2024 року.

## Сприйняття
Відгуки критиків були загалом сприятливими. За перший місяць трансляції шоу зібрало майже 10 мільйонів глядачів.
Аніта Сінгх у п'ятизірковій рецензії для Дейлі телеграф назвала цей «затишний загадковий кримінальний серіал» «комедійним тріумфом». Люсі Манган у тризірковій рецензії для Ґардіан сказала, що це «наче дивитися, як Марк з Піп Шоу вступає до поліції». У тризірковій рецензії для Індепендент Луї Шілтон написав «Якщо вам подобається „Клуб убивств по четвергах“, вам сподобається і ця розведена банальність». Вікторія Сігал включила серіал до свого списку «Найкраще у 2024 році» для The Sunday Times, сказавши, що серіал «свіжий і кумедний; комфортний для перегляду, але з домішкою скандинавського нуару».
На веб-сайті агрегатора оглядів Rotten Tomatoes рейтинг схвалення серіалу становить 97 % на основі 31 відгука із середнім рейтингом 7,5/10. Консенсус веб-сайту звучить так: «Розумно спланована і чудова демонстрація інтелектуального шарму зірки Девіда Мітчелла, „Людвіг“ — це дуже приємний детективний серіал, який залишається легким на підйом».

## Нагороди
Серіал був номінований на премію Comedy.co.uk Awards у категорії «Найкращий телевізійний комедійний драматичний серіал» у січні 2025 р. Серіал переміг на премії 2025 Broadcast Awards у категорії «Найкраща комедійна програма» у лютому 2025 р.
Серіал був номінований на премію «Найкращий комедійний серіал» Королівського телевізійного товариства у березні 2025 р. Того ж місяця шоу було номіновано на найкращу комедію за сценарієм на церемонії вручення премії Британської академії телебачення 2025 року.

## Другий сезон
У жовтні 2024 року BBC оголосила про продовження серіалу на другий сезон, зйомки якого заплановані на 2025 рік. Очікується, що прем’єра відбудеться восени 2025 року у Великобританії, а в США — приблизно через шість місяців. Сценарії вже в розробці, а Девід Мітчелл і Анна Максвелл Мартін повернуться до своїх ролей.